# Ciclismo nos Jogos Olímpicos de Verão de 2012 - Corrida em estrada feminina
A prova de estrada feminina do ciclismo nos Jogos Olímpicos de Verão de 2012 foi disputada em 29 de julho com largada e chegada no The Mall e percurso entre a região central e sudoeste de Londres e o norte de Surrey.
A brasileira Janildes Fernandes chegou a liderar a prova, mas se envolveu em uma queda e abandonou.

## Calendário
Horário local (UTC+1)
| Dia         | Horário | Fase  |
| ----------- | ------- | ----- |
| 29 de julho | 12:00   | Final |

## Medalhistas
| Ouro   | NED Marianne Vos      |
| Prata  | GBR Lizzie Armitstead |
| Bronze | RUS Olga Zabelinskaya |

## Resultados
Sessenta e seis ciclistas iniciaram o percurso de 140 quilômetros. Vinte e seis ciclistas não finalizaram.
Na tabela abaixo, "m.t." indica que o ciclista cruzou a linha de chegada no mesmo grupo que o ciclista antes dele, e por isso foi creditado com o mesmo tempo final.

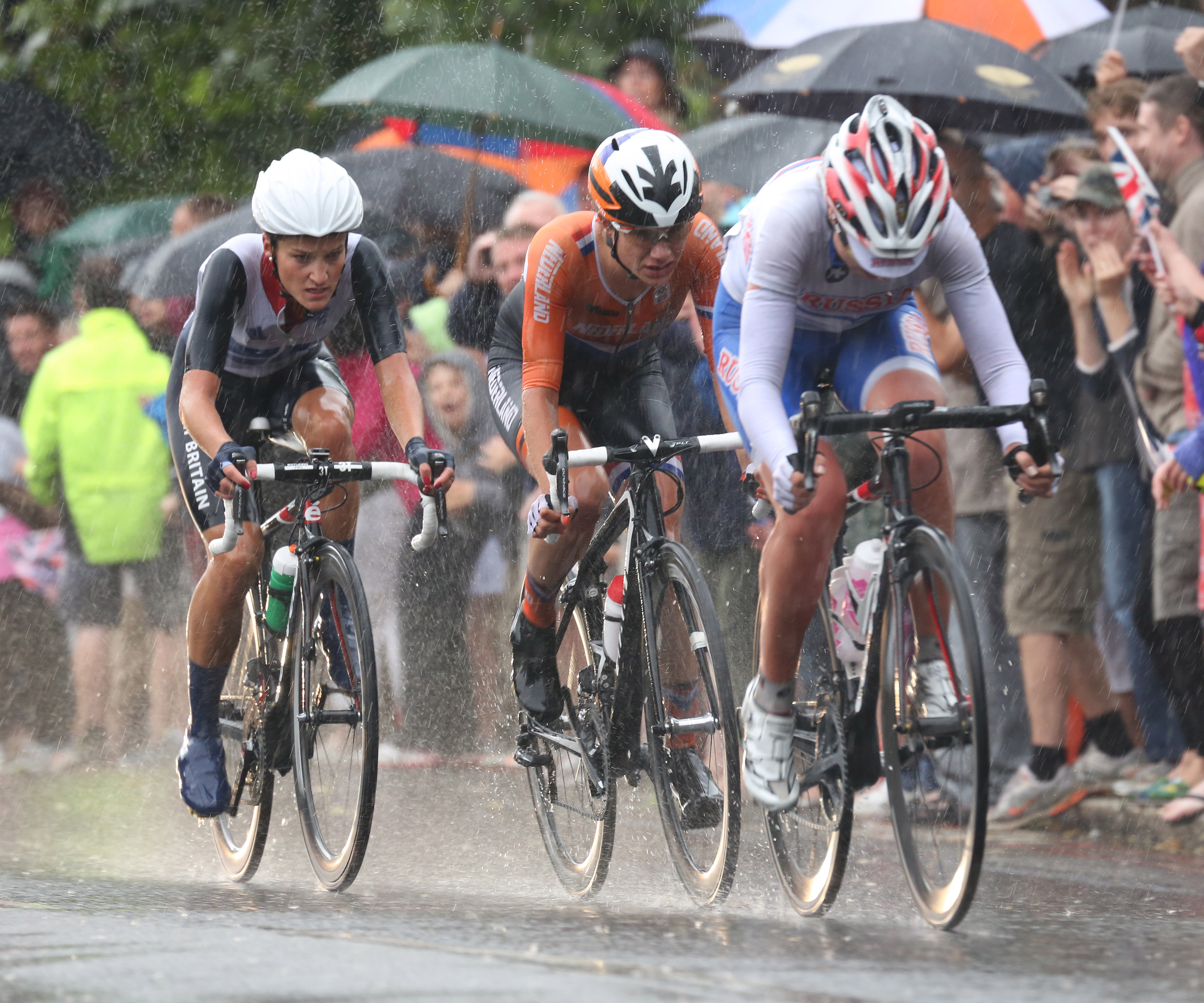
As eventuais medalhistas durante a prova.

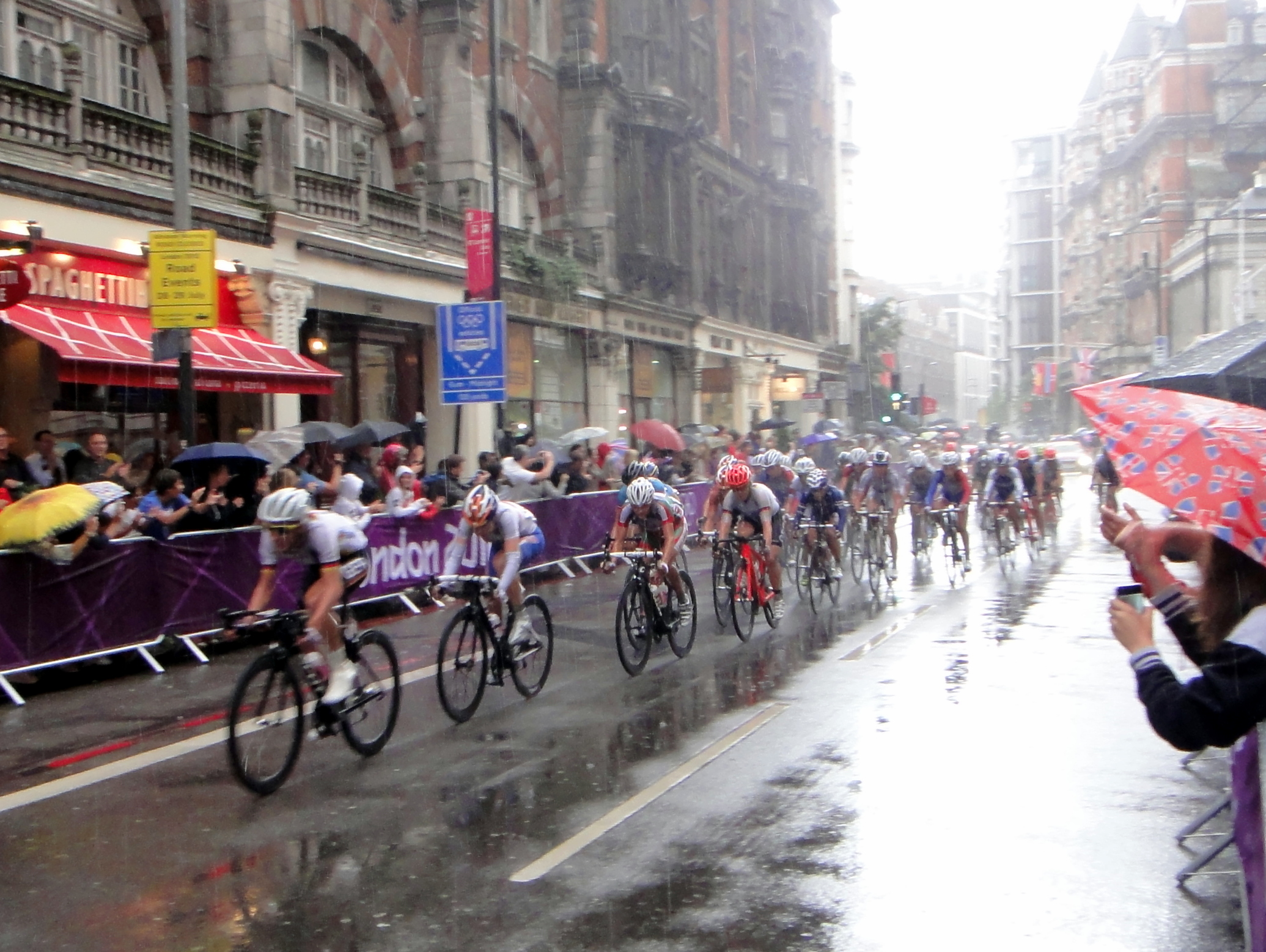
Ciclistas na altura de Knightsbridge.

| Pos.              | Ciclista                   | Tempo   |
| ----------------- | -------------------------- | ------- |
| Medalha de ouro   | NED Marianne Vos           | 3:35:29 |
| Medalha de prata  | GBR Lizzie Armitstead      | m.t.    |
| Medalha de bronze | RUS Olga Zabelinskaya      | 3:35:31 |
| 4                 | GER Ina-Yoko Teutenberg    | 3:35:56 |
| 5                 | ITA Giorgia Bronzini       | m.t.    |
| 6                 | SWE Emma Johansson         | m.t.    |
| 7                 | USA Shelley Olds           | m.t.    |
| 8                 | FRA Pauline Ferrand-Prevot | m.t.    |
| 9                 | BEL Liesbet De Vocht       | m.t.    |
| 10                | FRA Aude Biannic           | m.t.    |
| 11                | POL Katarzyna Pawłowska    | m.t.    |
| 12                | CAN Joelle Numainville     | m.t.    |
| 13                | KOR Na Ah-Reum             | m.t.    |
| 14                | NED Annemiek van Vleuten   | m.t.    |
| 15                | BLR Alena Amialiusik       | m.t.    |
| 16                | RSA Ashleigh Moolman       | m.t.    |
| 17                | EST Grete Treier           | m.t.    |
| 18                | NZL Linda Villumsen        | m.t.    |
| 19                | SWE Emilia Fahlin          | m.t.    |
| 20                | FIN Pia Sundstedt          | m.t.    |
| 21                | LUX Christine Majerus      | m.t.    |
| 22                | SLO Polona Batagelj        | m.t.    |
| 23                | BRA Clemilda Fernandes     | m.t.    |
| 24                | USA Evelyn Stevens         | m.t.    |
| 25                | RUS Tatiana Antoshina      | m.t.    |
| 26                | ESA Evelyn García          | m.t.    |
| 27                | CAN Denise Ramsden         | m.t.    |
| 28                | RSA Joanna van de Winkel   | m.t.    |
| 29                | BEL Maaike Polspoel        | 3:36:01 |
| 30                | ITA Tatiana Guderzo        | m.t.    |
| 31                | GBR Nicole Cooke           | m.t.    |
| 32                | CAN Clara Hughes           | m.t.    |
| 33                | GER Trixi Worrack          | 3:36:04 |

| Pos. | Ciclista               | Tempo   |
| ---- | ---------------------- | ------- |
| 34   | ITA Noemi Cantele      | m.t.    |
| 35   | USA Kristin Armstrong  | 3:36:16 |
| 36   | USA Amber Neben        | 3:36:20 |
| 37   | GER Judith Arndt       | 3:36:28 |
| 38   | RUS Larisa Pankova     | 3:37:22 |
| 39   | AUS Shara Gillow       | m.t.    |
| 40   | GBR Emma Pooley        | 3:37:36 |
| –    | MEX Ingrid Drexel      | OTL     |
| –    | NED Loes Gunnewijk     | OTL     |
| –    | GER Charlotte Becker   | OTL     |
| –    | CHN Liu Xin            | OTL     |
| –    | ITA Monia Baccaille    | OTL     |
| –    | BRA Fernanda Souza     | OTL     |
| –    | NED Ellen van Dijk     | OTL     |
| –    | GBR Lucy Martin        | OTL     |
| –    | TPE Hsiao Mei-yu       | OTL     |
| –    | UKR Alyona Andruk      | OTL     |
| –    | FRA Audrey Cordon      | OTL     |
| –    | BEL Ludivine Henrion   | OTL     |
| –    | RSA Robyn de Groot     | OTL     |
| –    | AUS Amanda Spratt      | OTL     |
| –    | AUS Chloe Hosking      | OTL     |
| –    | CUB Yumari González    | OTL     |
| –    | NOR Emilie Moberg      | OTL     |
| –    | SWE Isabelle Söderberg | OTL     |
| –    | HKG Jamie Wong         | OTL     |
| –    | JPN Mayuko Hagiwara    | DNF     |
| –    | VEN Danielys García    | DNF     |
| –    | CHI Paola Muñoz        | DNF     |
| –    | MRI Aurelie Halbwachs  | DNF     |
| –    | AZE Elena Tchalykh     | DNF     |
| –    | THA Jutatip Maneephan  | DNF     |
| –    | BRA Janildes Fernandes | DNF     |